# Symphurus pusillus
Symphurus pusillus är en fiskart som först beskrevs av George Brown Goode och Tarleton Hoffman Bean, 1885.  Symphurus pusillus ingår i släktet Symphurus och familjen Cynoglossidae. Inga underarter finns listade i Catalogue of Life.